# سكوت إدر
سكوت إدر (بالإنجليزية: Scott Eder)‏ هو منافس ألعاب قوى أمريكي، ولد في 7 أكتوبر 1957.